# Бордимкуль
Бордимкуль (узб. Bordimkul) — посёлок городского типа в Туракурганском районе Наманганской области Узбекистана.
Бордимкуль административный статус — Бордимкульский махалинский комитет граждан в составе Худжандаский сельского комитета граждан Туракорганского района.
В Бордимкуле есть 25-школа с узбекским языком обучения, 22-дошкольное образовательное учреждение.
Население приблизительно 3,5 тыс.чел.
Имеется сельской врачебный пункт.
Есть соборный мечеть «Бордимкўл».